# Apterostigma peruvianum
Apterostigma peruvianum är en myrart som beskrevs av Wheeler 1925. Apterostigma peruvianum ingår i släktet Apterostigma och familjen myror. Inga underarter finns listade.